# Liste der Baudenkmale in Treuenbrietzen
In der Liste der Baudenkmale in Treuenbrietzen sind alle Baudenkmale der brandenburgischen Stadt Treuenbrietzen und ihrer Ortsteile aufgeführt. Grundlage ist die Landesdenkmalliste vom 31. Dezember 2020. Die Bodendenkmale sind in der Liste der Bodendenkmale in Treuenbrietzen enthalten.

## Legende
In den Spalten befinden sich folgende Informationen:
- ID-Nr.: Die Nummer wird vom Brandenburgischen Landesamt für Denkmalpflege vergeben. Ein Link hinter der Nummer führt zum Eintrag über das Denkmal in der Denkmaldatenbank. In dieser Spalte kann sich zusätzlich das Wort Wikidata befinden, der entsprechende Link führt zu Angaben zu diesem Denkmal bei Wikidata.
- Lage: die Adresse des Denkmales und die geographischen Koordinaten. Link zu einem Kartenansichtstool, um Koordinaten zu setzen. In der Kartenansicht sind Denkmale ohne Koordinaten mit einem roten beziehungsweise orangen Marker dargestellt und können in der Karte gesetzt werden. Denkmale ohne Bild sind mit einem blauen bzw. roten Marker gekennzeichnet, Denkmale mit Bild mit einem grünen beziehungsweise orangen Marker.
- Bezeichnung: Bezeichnung in den offiziellen Listen des Brandenburgischen Landesamtes für Denkmalpflege. Ein Link hinter der Bezeichnung führt zum Wikipedia-Artikel über das Denkmal.
- Beschreibung: die Beschreibung des Denkmales
- Bild: ein Bild des Denkmales und gegebenenfalls einen Link zu weiteren Fotos des Baudenkmals im Medienarchiv Wikimedia Commons

## Allgemein
| ID-Nr.   | Lage                  | Bezeichnung                                    | Beschreibung | Bild                                           |
| -------- | --------------------- | ---------------------------------------------- | ------------ | ---------------------------------------------- |
| 09190607 | Treuenbrietzen (Lage) | Denkmalbereichssatzung Altstadt-Treuenbrietzen |              | Denkmalbereichssatzung Altstadt-Treuenbrietzen |

## Baudenkmale der Ortsteile

### Bardenitz
| ID-Nr.   | Lage                             | Bezeichnung | Beschreibung | Bild           |
| -------- | -------------------------------- | --- | --- | -------------- |
| 09190022 | Bardenitzer Dorfstraße (Lage)    | Dorfkirche | Die Dorfkirche wurde in der ersten Hälfte des 13. Jahrhunderts erbaut. Um 1500 wurde der Turm angefügt, das Glockengeschoss kam 1664 hinzu. Im Inneren befinden sich Reste spätgotischer Malereien. Der Altaraufsatz stammt aus dem Jahr 1721. | weitere Bilder |
| 09190023 | Zur Hermannsmühle 103–105 (Lage) | Hermannsmühle, bestehend aus Mühlengebäude, Wohnhaus, Unterstand mit Aborten, Trockenschuppen, Schweinestall, Wirtschaftsgebäude, Jägerhaus, Gesindehaus, Mühlenstau und Weiher | Die Mühle wurde im 18. Jahrhundert als Papiermühle errichtet und 1859 vom Hennickendorfer Müllermeister Christlieb Hermann erworben. Das Ensemble wurde 1984 von einem privaten Investor erworben und bis 1990 denkmalgerecht saniert.         | weitere Bilder |

### Brachwitz
| ID-Nr.   | Lage                          | Bezeichnung | Beschreibung                                                                                             | Bild           |
| -------- | ----------------------------- | ----------- | --- | -------------- |
| 09190096 | Brachwitzer Dorfstraße (Lage) | Dorfkirche  | Die Kirche ist ursprünglich ein spätgotischer Bau aus Raseneisenstein. Die Orgel ist aus dem Jahre 1792. | weitere Bilder |

### Dietersdorf
| ID-Nr.   | Lage                                                                                        | Bezeichnung                                     | Beschreibung                                                                                          | Bild                                            |
| -------- | ------------------------------------------------------------------------------------------- | ----------------------------------------------- | --- | ----------------------------------------------- |
| 09190136 | Hauptstraße 33-33a (Lage)                                                                   | Lutherbrunnen, im Ortszentrum                   | War im 16. Jahrhundert bereits vorhanden und Martin Luther soll aus ihm im Jahr 1530 getrunken haben. | weitere Bilder                                  |
| 09190137 | B2 Richtung Wittenberg, westliche Fahrbahnseite, kurz vor dem Abzweig nach Schwabeck (Lage) | Grenzsteine, am Ortsausgang Richtung Wittenberg | | Grenzsteine, am Ortsausgang Richtung Wittenberg |

### Feldheim
| ID-Nr.   | Lage                | Bezeichnung | Beschreibung | Bild       |
| -------- | ------------------- | ----------- | --- | ---------- |
| 09190151 | Lindenstraße (Lage) | Dorfkirche  | Die Dorfkirche wurde 1829 errichtet. Im Inneren ist die ursprüngliche Decke erhalten geblieben. Die Kirche ist ein Wiederaufbau der 1813 in den napoleonischen Kriegen bis auf die Grundmauern zerstörten Vorgängerbaus nach einem Entwurf von Karl Friedrich Schinkel. | Dorfkirche |

### Klausdorf
| ID-Nr.   | Lage                             | Bezeichnung                                            | Beschreibung | Bild                                                   |
| -------- | -------------------------------- | ------------------------------------------------------ | --- | ------------------------------------------------------ |
| 09190772 | Klausdorfer Dorfstraße (Lage)    | Dorfkirche                                             | Die Kirche entstand In den Jahren 1907 und 1908 als neubarocke Saalkirche. Die schlichte Ausstattung stammt aus der Bauzeit. Ein Förderverein engagiert sich seit 2010 für den Erhalt des Bauwerks. | weitere Bilder                                         |
| 09190024 | Klausdorfer Dorfstraße 21 (Lage) | Grabmal für drei sowjetische Soldaten auf dem Friedhof | | Grabmal für drei sowjetische Soldaten auf dem Friedhof |

### Lobbese
| ID-Nr.   | Lage                          | Bezeichnung                                              | Beschreibung | Bild                                                     |
| -------- | ----------------------------- | -------------------------------------------------------- | --- | -------------------------------------------------------- |
| 09190269 | Lobbeser Dorfstraße (Lage)    | Dorfkirche                                               | Die Feldsteinkirche wurde im Mittelalter um das Jahr 1200 errichtet. Es ist ein Saalbau mit eingezogenem Chor und einer Apsis und einem Westturm. Das Fundament bis in Fensterhöhe ist gequaderten Feldsteinen geschichtet, ab Höhe der Fensterbasen sind die Feldsteine fast ungequadert und nur außen behauen. Ungleichmäßige Wandausführungen mit hinzugefügtem Ziegelmaterial. Die Außenwand des Kirchturms, der einen quadratischen Grundriss aufweist, besteht aus Feldsteinen und ist innen mit einer Ziegelmauer verstärkt. Der Turm hat je eine Schallöffnung auf der Nord- und Südseite und ist mit einem achteckigen Schiefer-verkleideten Spitzhelm abgeschlossen. Darüber befinden sich ein Turmknopf und eine Wetterfahne. Ein früheres Portal in der Nordseite des Kirchengebäudes ist zugemauert und an seiner Stelle gibt es ein Fenster. Ein rundbogiges Portal in der Südwand bildet den Zugang zum Kircheninneren. Drei Korbbogen-Fenster auf der Südseite und vier gleich gestaltete Fenster auf der Nordseite des Kirchenschiffs lassen Tageslicht einfallen. Im Jahr 1518 wurde die Sakramentsnische eingebaut. | weitere Bilder                                           |
| 09190964 | Lobbeser Dorfstraße 18 (Lage) | Schulgehöft, bestehend aus Schul- und Wirtschaftsgebäude | | Schulgehöft, bestehend aus Schul- und Wirtschaftsgebäude |

### Lüdendorf
| ID-Nr.   | Lage                 | Bezeichnung  | Beschreibung | Bild         |
| -------- | -------------------- | ------------ | ------------ | ------------ |
| 09190476 | Dorfstraße 35 (Lage) | Stallgebäude |              | Stallgebäude |

### Lühsdorf
| ID-Nr.   | Lage                     | Bezeichnung                   | Beschreibung | Bild                          |
| -------- | ------------------------ | ----------------------------- | --- | ----------------------------- |
| 09190727 | Dorfstraße (Lage)        | Dorfkirche                    | Die Dorfkirche entstand im Jahr 1901. In der neogotischen Saalkirche befindet sich eine bauzeitliche Kirchenausstattung. Dazu gehört ein barockes Kruzifix. | weitere Bilder                |
| 09190614 | Dorfstraße 10, 11 (Lage) | Wohnhäuser (Mittelflurhäuser) | Haus Dorfstraße 11. | Wohnhäuser (Mittelflurhäuser) |

### Marzahna
| ID-Nr.            | Lage                                          | Bezeichnung                                                                                      | Beschreibung | Bild           |
| ----------------- | --------------------------------------------- | ------------------------------------------------------------------------------------------------ | --- | -------------- |
| 09190284 Wikidata | Schönefelder Straße, Marzahnaer Winkel (Lage) | Dorfkirche                                                                                       | Die evangelische Kirche wurde in der ersten Hälfte des 13. Jahrhunderts erbaut. Sie wurde aus Feldstein errichtet. Es ist ein Saalbau mit einem eingezogenen Chor und einer Apsis. Der Westturm besteht aus Fachwerk und wurde 1798 erbaut. Im Inneren befindet sich ein Altaraufsatz aus dem Jahr 1613. Zwei Epitaph gedenken an zwei Pfarrer der Kirche.                       | weitere Bilder |
| 09190285 Wikidata | (Lage)                                        | Bockwindmühle, am Südrand des Dorfes                                                             | | weitere Bilder |
| 09191674          | Berliner Straße, Schönefelder Straße (Lage)   | Kriegerdenkmäler für die Gefallenen des Deutsch-Französischen Krieges und des Ersten Weltkrieges | | weitere Bilder |
| 09190286          | Schulweg 2 (Lage)                             | Lenin-Gedenkstein, in der Nähe der Schule                                                        | Der Gedenkstein steht in der Berliner Straße, gegenüber vom Haus Nr. 12. Die örtliche Landwirtschaftliche Produktionsgenossenschaft trug den Namen W. I. Lenin. Das Denkmal besteht aus einem Monolith auf einem Sockel aus Feldsteinen und wurde 1973 aufgestellt. Ursprünglich trug es eine Plakette und einer Namensinschrift, beide sind nicht mehr auf dem Stein vorhanden. | weitere Bilder |

### Niebel
| ID-Nr.   | Lage                          | Bezeichnung | Beschreibung | Bild           |
| -------- | ----------------------------- | ----------- | --- | -------------- |
| 09190779 | Niebler Dorfstraße 31a (Lage) | Dorfkirche  | Die neugotische Saalkirche entstand im Jahr 1895. Im Innern steht unter anderem ein gotischer Schnitzaltar aus der Zeit um 1478 bis 1480. Im Hauptfeld ist die Pietà abgebildet. Die Darstellung von wird vier frühchristlichen Märtyrern umrahmt. Links ist Onophrios der Große sowie Valentin von Terni zu sehen. Im rechten Feld sind zwei gekrönte Jungfrauen abgebildet, vermutlich die Heilige Dorothea und Barbara von Nikomedien. | weitere Bilder |

### Pechüle
| ID-Nr.   | Lage                 | Bezeichnung                                         | Beschreibung | Bild                                                |
| -------- | -------------------- | --------------------------------------------------- | --- | --------------------------------------------------- |
| 09190330 | Zingelstraße (Lage)  | Dorfkirche                                          | Die Dorfkirche wurde in der ersten Hälfte des 13. Jahrhunderts erbaut. Es ist ein Saalbau im spätromanischen Stil mit Chor und Apsis. Der schiffsbreite Turm wurde wahrscheinlich im 14. Jahrhundert hinzugefügt. Im Inneren eine spätromanische Mensa aus der Zeit 1360/1370. Im Inneren befindet sich eine sogenannte „Böhmische Tafel“, eine spätromanische Mensa. | weitere Bilder                                      |
| 09190331 | Dorfstraße 45 (Lage) | Stallgebäude mit Oberlaube                          | Der Stall ist ein 14-achsiger, zweigeschossiger Ziegelbau mit Satteldach auf der Hofseite des Grundstücks, der etwa um 1800 erbaut wurde. | Stallgebäude mit Oberlaube                          |
| 09190717 | Dorfstraße 47 (Lage) | Gehöft mit Wohnhaus, Torhaus und zwei Stallgebäuden | Die Gebäude sind auf ca. 1875 bzw. 1900 datiert. Das Wohnhaus (derzeit leerstehend) ist ein zweigeschossiger verputzter Fachwerkbau mit Krüppelwalmdach; das südlich anschließende Torhaus ein Ziegelbau. Die beiden zweigeschossigen Ställe auf der Hofseite sind Ziegelbauten.                                                                                      | Gehöft mit Wohnhaus, Torhaus und zwei Stallgebäuden |
| 09190733 | Dorfstraße 72 (Lage) | Gehöft mit Wohnhaus, Hoftor und zwei Stallgebäuden  | Das Wohnhaus, ein zweigeschossiger Fachwerkbau mit Krüppelwalmdach, entstand in der zweiten Hälfte des 18. Jahrhunderts. Zwei Ställe befinden sich auf der Hofseite des Anwesens. | Gehöft mit Wohnhaus, Hoftor und zwei Stallgebäuden  |

### Pflügkuff
| ID-Nr.            | Lage                          | Bezeichnung | Beschreibung | Bild           |
| ----------------- | ----------------------------- | ----------- | --- | -------------- |
| 09190270 Wikidata | Pflügkuffer Dorfstraße (Lage) | Dorfkirche  | Die evangelische Dorfkirche wurde wahrscheinlich im 13. Jahrhundert erbaut. Es ist ein Saalbau aus Feldsteinen mit einem verbretterten Turm. Im Inneren befindet sich ein Altaraufsatz aus dem Jahr 1700. | weitere Bilder |

### Rietz
| ID-Nr.            | Lage                         | Bezeichnung                                 | Beschreibung | Bild                                        |
| ----------------- | ---------------------------- | ------------------------------------------- | --- | ------------------------------------------- |
| 09190680 Wikidata | Rietzer Dorfstraße 31 (Lage) | Dorfkirche                                  | Die evangelische Kirche ist im Kern ein Feldsteinbau aus dem 13. Jahrhundert. Der Turm aus Backstein wurde 1858 erbaut. Im Inneren befindet sich eine Balkendecke, eine Westempore und das Chorgestühl aus dem 17. Jahrhundert. Kanzel und Altaraufsatz wurden um 1700 erstellt. | weitere Bilder                              |
| 09190369          | Rietzer Dorfstraße 4 (Lage)  | Gedenkstätte für sowjetische Zwangsarbeiter | Die Gedenktafel ist aus Holz. Sie befindet sich an der Scheune des Hauses Rietzer Dorfstraße 4 (Die Gedenktafel kann man an dem beschriebenen Ort derzeit nicht vorfinden. Sie wurde aus nicht bekannten Gründen entfernt: Stand 17.03.2024).                                    | Gedenkstätte für sowjetische Zwangsarbeiter |

### Schmögelsdorf
| ID-Nr.            | Lage                              | Bezeichnung | Beschreibung | Bild           |
| ----------------- | --------------------------------- | ----------- | --- | -------------- |
| 09190767 Wikidata | Schmögelsdorfer Ringstraße (Lage) | Dorfkirche  | Die evangelische Dorfkirche ist ein Saalbau aus Feldstein. Erbaut wurde die Kirche wahrscheinlich im 17. Jahrhundert, 1985 wurde die Kirche verputzt. Auf dem westlichen Giebel sitzt ein Dachreiter aus Fachwerk mit einem Pyramidendach, einer Kugel und einer Wetterfahne. Im Inneren ein Taufstein aus dem Jahr 1694. | weitere Bilder |

### Schwabeck
| ID-Nr.            | Lage                   | Bezeichnung | Beschreibung | Bild           |
| ----------------- | ---------------------- | ----------- | --- | -------------- |
| 09191018 Wikidata | Alte Dorfstraße (Lage) | Dorfkirche  | Die evangelische Dorfkirche wurde um das 14. Jahrhundert erbaut. Die Kirche befindet sich südlich des Dorfes. Es ist ein Feldsteinbau mit einem dreiseitigen Ostschluss. Auf dem Westgiebel befindet sich ein Dachreiter aus Fachwerk. Die west- und nordseitige Empore sowie die Kanzel im Inneren stammen aus dem Barock. | weitere Bilder |

### Tiefenbrunnen
| ID-Nr.   | Lage                                           | Bezeichnung                        | Beschreibung | Bild           |
| -------- | ---------------------------------------------- | ---------------------------------- | ------------ | -------------- |
| 09190477 | B 102, Tiefenbrunnen Nr. 5 (Lage)              | Chausseehaus                       |              | Chausseehaus   |
| 09191051 | Stellwerk Tiefenbrunnen (Tiefenbrunnen) (Lage) | Bahnhof mit umgebender Pflasterung |              | weitere Bilder |

### Treuenbrietzen
| ID-Nr.            | Lage                                  | Bezeichnung | Beschreibung | Bild                                                                                              |
| ----------------- | ------------------------------------- | --- | --- | ------------------------------------------------------------------------------------------------- |
| 09190970          | (Lage)                                | Nieplitzdamm | Im Bereich des Dammes wurde die Nieplitz über das Geländeniveau der Umgebung gelegt, um die Steinmühle zu speisen. 2015 wurden erneut Planungen bekannt, zum Schutz der anliegenden Grundstücke dem Fluss einen neuen Verlauf zu geben.                                       | BW                                                                                                |
| 09190697          | (Lage)                                | Historische Stadtanlage | | Historische Stadtanlage                                                                           |
| 09190436          | (Lage)                                | Reste der Stadtmauer in den Straßen Hinter der Mauer, Lindenallee, Kietzstraße und Mauerturm                                     | | Reste der Stadtmauer in den Straßen Hinter der Mauer, Lindenallee, Kietzstraße und Mauerturm      |
| 09190433          | (Lage)                                | Stadtkirche St. Nikolai | Die Stadtkirche St. Nicolai wird heute von der katholischen Gemeinde genutzt. Es ist eine dreischiffige Pfeilerbasilika aus Backstein. Der Vierungsturm wurde 1756 aufgesetzt und ist einmalig. Erbaut wurde die Kirche ab der Mitte des 13. Jahrhunderts.                    | weitere Bilder                                                                                    |
| 09190437          | (Lage)                                | Parkanlage, an der Nieplitz zwischen Badeanstalt und Marienkirchstraße                                                           | Die Parkanlage beginnt im Westen an der Badeanstalt und verläuft in Richtung Osten bis zur Marienkirchstraße und liegt an dem Fluss Nieplitz. | weitere Bilder                                                                                    |
| 09190438          | (Lage)                                | Himmel-Denkmal, in der Parkanlage                                                                                                | | Himmel-Denkmal, in der Parkanlage                                                                 |
| 09190473          | (Lage)                                | Gräber für deutsche Soldaten und zivile Kriegstote, auf dem Triftfriedhof                                                        | | Gräber für deutsche Soldaten und zivile Kriegstote, auf dem Triftfriedhof                         |
| 09190474          | (Lage)                                | Gedenkstein für drei sowjetische Zwangsarbeiter, zwischen der B 102 und der Straße nach Lüdendorf                                | | Gedenkstein für drei sowjetische Zwangsarbeiter, zwischen der B 102 und der Straße nach Lüdendorf |
| 09190439          | (Lage)                                | Paukert-Gedenkstein, in der Parkanlage                                                                                           | | Paukert-Gedenkstein, in der Parkanlage                                                            |
| 09190475          | (Lage)                                | Landwehrmann-Stein, an der Straße nach Lüdendorf                                                                                 | | BW                                                                                                |
| 09191047          | Bäckerstraße 4 (Lage)                 | Wohnhaus | | Wohnhaus                                                                                          |
| 09190440          | Bäckerstraße 19 (Lage)                | Wohnhaus | | Wohnhaus                                                                                          |
| 09191002          | Bäckerstraße 25 (Lage)                | Handwerkerhaus | | Handwerkerhaus                                                                                    |
| 09190903          | Bahnhofstraße (Lage)                  | Bahnhofsgebäude mit Güterschuppen                                                                                                | | weitere Bilder                                                                                    |
| 09190759          | Belziger Straße 3 (Lage)              | Molkerei | | Molkerei                                                                                          |
| 09190441          | Breite Straße 1 (Lage)                | Wohnhaus | 2024 erfolgte die innere und äußere Instandsetzung des Fachwerkgebäudes aus dem Jahr 1711. Dabei wurde im Fußboden des Gebäudes ein steinernes Wasserbecken eines Korbflechters freigelegt. Damit der Fund sichtbar bleibt, wurde er mit einer Glasplatte im Boden überdeckt. | Wohnhaus                                                                                          |
| 09190442          | Breite Straße 5 (Lage)                | Wohnhaus | | Wohnhaus                                                                                          |
| 09190443          | Breite Straße 6 (Lage)                | Wohnhaus | | Wohnhaus                                                                                          |
| 09190444          | Breite Straße 7 (Lage)                | Wohnhaus | | Wohnhaus                                                                                          |
| 09191045          | Breite Straße 9 (Lage)                | Wirtschaftsgebäude | Das Haus wurde abgerissen. | Wirtschaftsgebäude                                                                                |
| 09190445          | Breite Straße 13 (Lage)               | Wohnhaus | | Wohnhaus                                                                                          |
| 09190446          | Breite Straße 53 (Lage)               | Wohnhaus | | Wohnhaus                                                                                          |
| 09190447          | Breite Straße 62 (Lage)               | Wohnhaus | | Wohnhaus                                                                                          |
| 09191660          | Großstraße (Lage)                     | Denkmalsanlage vor dem Rathaus (sogenannter Sabinchenbrunnen)                                                                    | Der Sabinchenbrunnen befindet sich südlich des Rathauses an der Großstraße. Der Brunnen wurde 1984 von dem Bildhauer Lothar Sell erschaffen. | weitere Bilder                                                                                    |
| 09190471          | Großstraße (Lage)                     | Preußische Postsäule, neben der Heilig-Geist-Kapelle                                                                             | | weitere Bilder                                                                                    |
| 09190434          | Großstraße / Hinter der Mauer (Lage)  | Heilig-Geist-Kapelle (Heimatmuseum)                                                                                              | In der ehemaligen Heilig-Geist-Kapelle befindet sich das Heimatmuseum. | weitere Bilder                                                                                    |
| 09190432          | Großstraße / Marienkirchstraße (Lage) | Stadtkirche St. Marien | Die evangelische Kirche ist die Hauptkirche der Stadt. Sie wurde vor dem Jahre 1217 gegründet. Die Einflüsse von Kloster Zinna und Kloster Lehnin sind erkennbar. Das Innere wurde von 1959 bis 1965 auf den mittelalterlichen Zustand zurückgeführt.                         | weitere Bilder                                                                                    |
| 09190448          | Großstraße 1 (Lage)                   | Wohnhaus (Manufakturgebäude) und Stallgebäude mit Oberlaube                                                                      | | Wohnhaus (Manufakturgebäude) und Stallgebäude mit Oberlaube                                       |
| 09190449          | Großstraße 15 (Lage)                  | Postgebäude | | Postgebäude                                                                                       |
| 09190648          | Großstraße 18 (Lage)                  | Stallgebäude mit Oberlaube | | Stallgebäude mit Oberlaube                                                                        |
| 09190450          | Großstraße 22 (Lage)                  | Wohnhaus | | Wohnhaus                                                                                          |
| 09190451          | Großstraße 40 (Lage)                  | Wohnhaus | | Wohnhaus                                                                                          |
| 09190452          | Großstraße 48 (Lage)                  | Pfarrhaus | | Pfarrhaus                                                                                         |
| 09190453          | Großstraße 49 (Lage)                  | Wohnhaus | | Wohnhaus                                                                                          |
| 09190454          | Großstraße 51 (Lage)                  | Wohnhaus | | Wohnhaus                                                                                          |
| 09190456          | Großstraße 64 (Lage)                  | Wohnhaus | | Wohnhaus                                                                                          |
| 09190457          | Großstraße 65 (Lage)                  | Wohnhaus | | Wohnhaus                                                                                          |
| 09190458          | Großstraße 66 (Lage)                  | Gaststätte „Sabinchenchaussee“                                                                                                   | | Gaststätte „Sabinchenchaussee“                                                                    |
| 09190703          | Großstraße 73 (Lage)                  | Wohnhaus | | Wohnhaus                                                                                          |
| 09190459          | Großstraße 76 (Lage)                  | Wohnhaus | | Wohnhaus                                                                                          |
| 09190460          | Großstraße 80 (Lage)                  | Wohnhaus mit Seitenflügel | | Wohnhaus mit Seitenflügel                                                                         |
| 09190461          | Großstraße 81 (Lage)                  | Wohnhaus | | Wohnhaus                                                                                          |
| 09190435 Wikidata | Großstraße 105 (Lage)                 | Rathaus | Das Rathaus stammt im Ursprung aus den Jahren 1735 bis 1738. Es steht in der Mitte der Großstraße. | weitere Bilder                                                                                    |
| 09190462          | Großstraße 110/111 (Lage)             | Wohnhaus | | Wohnhaus                                                                                          |
| 09190694          | Großstraße 112 (Lage)                 | Wohnhaus | | Wohnhaus                                                                                          |
| 09190463          | Großstraße 116/117 (Lage)             | Wohnhaus | | Wohnhaus                                                                                          |
| 09190464          | Grünstraße 49 (Lage)                  | Wohnhaus | | Wohnhaus                                                                                          |
| 09191044          | Grünstraße 54 (Lage)                  | Wohnhaus mit Nebengebäude | | Wohnhaus mit Nebengebäude                                                                         |
| 09190465          | Hinter der Mauer 6 (Lage)             | Wohnhaus | | Wohnhaus                                                                                          |
| 09190649 Wikidata | Johanniterstraße (Lage)               | Johanniter-Krankenhaus mit Lungenkrankengebäude, Lazarett, zwei Siechenhäusern, Betriebsgebäude, Direktorenhaus und Gartenanlage | | weitere Bilder                                                                                    |
| 09190634          | Johanniterstraße (Lage)               | Wanderarbeitsheim mit Verwaltungsgebäude, Wohnbaracke 1, Wohnbaracke 2, Stall, Scheune und Toilettenhäuschen                     | Jetzt Gutshof des Johanniter-Krankenhauses: Auf dem Bild vereint sind Scheune mit davorliegendem Stall (Toilettenhäuschen verdeckt die Scheune), hinten das Verwaltungsgebäude und rechts angeschnitten eine der beiden ehemaligen Wohnbaracken.                              | weitere Bilder                                                                                    |
| 09190472          | Jüterboger Straße (Lage)              | Sowjetischer Ehrenfriedhof | | Sowjetischer Ehrenfriedhof                                                                        |
| 09191461          | Kietzstraße 10 (Lage)                 | Wohnhaus mit Nebengebäude | | Wohnhaus mit Nebengebäude                                                                         |
| 09190899          | Kietzstraße 11 (Lage)                 | Wohnhaus | | Wohnhaus                                                                                          |
| 09190855          | Kietzstraße 40 (Lage)                 | Wohnhaus | | Wohnhaus                                                                                          |
| 09190778          | Leipziger Straße 214 (Lage)           | Kino „Kammerspiele“ | | Kino „Kammerspiele“                                                                               |
| 09191003          | Marienkirchstraße 15 (Lage)           | Handwerkerhaus | | Handwerkerhaus                                                                                    |
| 09190702          | Marienkirchstraße 23 (Lage)           | Bürgerschule | | Bürgerschule                                                                                      |
| 09190467          | Nagelgasse 4 (Lage)                   | Wohnhaus | | Wohnhaus                                                                                          |
| 09190468          | Nagelgasse 15 (Lage)                  | Wohnhaus | | Wohnhaus                                                                                          |
| 09190904          | Neue Marktstraße 5 (Lage)             | Wohnhaus | | Wohnhaus                                                                                          |
| 09190469          | Neue Marktstraße 6 (Lage)             | Wohnhaus | | Wohnhaus                                                                                          |
| 09190470          | Neue Marktstraße 8 (Lage)             | Wohnhaus | | Wohnhaus                                                                                          |
| 09191656          | Töpferstraße 8 (Lage)                 | Wohnhaus | | Wohnhaus                                                                                          |
| 09192576          | Vogelgesangstraße 31 (Lage)           | Wohnhaus mit Stallgebäude | | Wohnhaus mit Stallgebäude                                                                         |
| 09191302          | Vogelgesangstraße 47 (Lage)           | Wohnhaus mit Stallgebäude | | Wohnhaus mit Stallgebäude                                                                         |
| 09190992          | Vogelgesangstraße 64 (Lage)           | Wohnhaus | | Wohnhaus                                                                                          |

### Zeuden
| ID-Nr.            | Lage                         | Bezeichnung                                                     | Beschreibung | Bild           |
| ----------------- | ---------------------------- | --------------------------------------------------------------- | --- | -------------- |
| 09190271 Wikidata | (Lage)                       | Dorfkirche                                                      | Die evangelische Kirche wurde in der Mitte des 13. Jahrhunderts erbaut. Es ist ein Saalbau aus Feldstein, der Chor ist eingezogen. Der Dachreiter über den Westgiebel stammt aus dem 19. Jahrhundert. Die Ausstattung im Inneren ist wahrscheinlich einheitlich aus der Mitte des 17. Jahrhunderts. Die Glocke ist aus dem Mittelalter. | weitere Bilder |
| 09190990          | Zeudener Dorfstraße 4 (Lage) | Gehöft, bestehend aus Wohnhaus, linkem und rechtem Stallgebäude | | weitere Bilder |